# 돌아오지 않는 다리

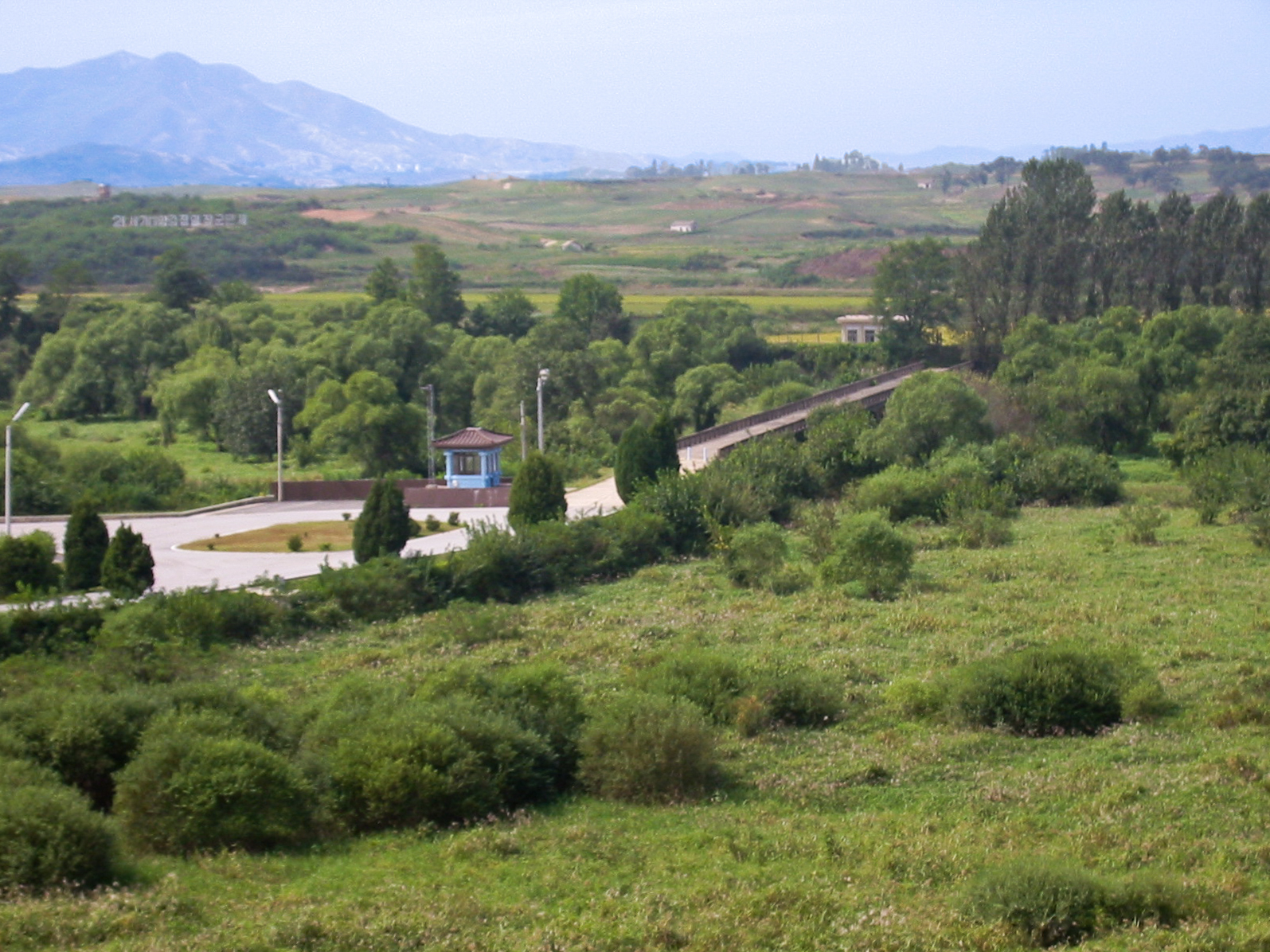
돌아오지 않는 다리

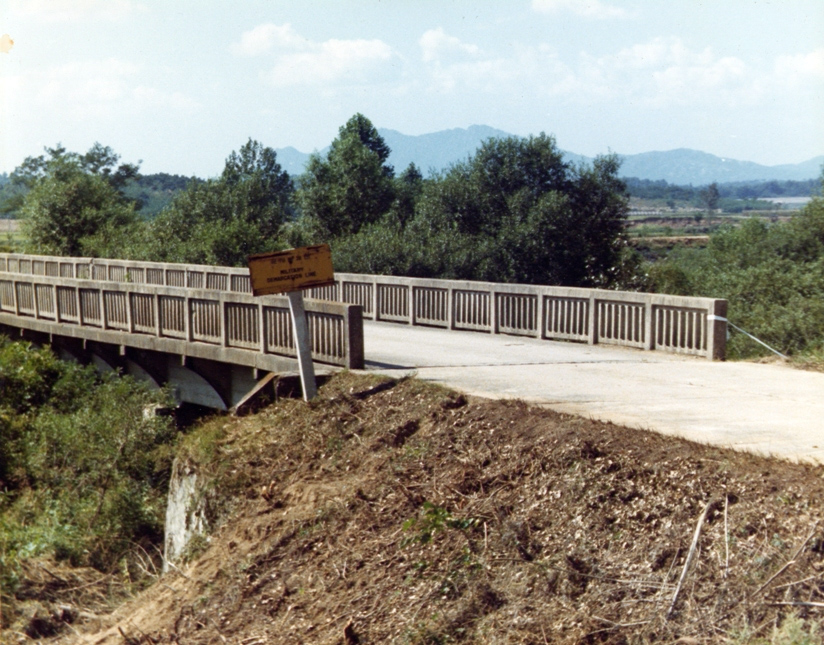
돌아오지 않는 다리 남쪽 끝

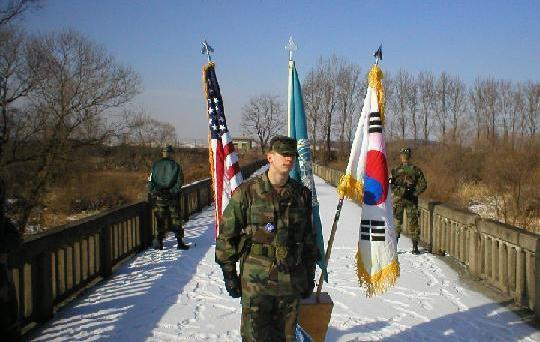
한 미군 병사가 다리 중간에 서있다. 대한민국 군인 2명이 조선민주주의인민공화국을 보면서 지키고 있다. (2003년)

돌아오지 않는 다리 또는 돌아올 수 없는 다리는 대한민국과 조선민주주의인민공화국의 경계인 한반도 군사 분계선을 가로지르는 다리로, 공동 경비 구역 서쪽에 흐르는 판문천에 위치한다. 1953년 한국휴전협정 체결 후에 이 다리를 통해 포로 송환이 이루어졌다. 다리의 이름은 포로들이 한 번 다리를 건너면 다시는 돌아올 수 없다는 데서 유래하였다. 본래의 다리 이름은 널문다리였으며, 1953년 7월 휴전 이후 현재의 이름으로 알려지게 되었다.
돌아오지 않는 다리가 포로 송환용으로 쓰인 적은 1968년 푸에블로 호 선원들이 석방되어 다리를 통해 대한민국으로 건너간 때가 마지막이다. 이 다리는 1976년 8월 도끼 살인 사건이 발생하기 전까지는 조선민주주의인민공화국 측에서 판문점으로 들어오는 용도로 자주 쓰였다. 사건 발생 이후 국제 연합 사령부는 공동 경비 구역 내에서도 군사 분계선을 구분 짓도록 하였고, 조선민주주의인민공화국이 72시간만에 판문점 서쪽에 새로운 다리를 만들면서 돌아오지 않는 다리는 쓰이지 않게 되었다.
한반도 군사 분계선이 다리 가운데 부분을 지나가며, 다리의 양쪽 끝부분에는 각 국가의 초소가 위치하고 있다. 조선민주주의인민공화국의 초소는 KPA#4으로 불리며, 1980년대 중반 폐쇄된 국제 연합 사령부(UNC) 검문소는 CP#3으로 불렸다. CP#3는 나무가 둘러싸여 있어서, 동계 기간에는 UNC OP#5(오늘날 CP#3로 개명) 초소에서만 관측할 수 있었다. 조선민주주의인민공화국 인민군 (KPA)은 옛 CP#3 초소에서 UNC 병사를 납치하여 다리를 지나 조선민주주의인민공화국 영토로 데리고 가려는 시도를 수없이 많이 하였다.
조선민주주의인민공화국 영토와의 근접성, 모든 접근 경로가 조선민주주의인민공화국 초소로 에워싸여 있다는 점, 근무하는 UNC 병사를 납치하려는 시도가 반복된다는 점 때문에 CP#3를 "세상에서 가장 고립된 전초 기지"라고 부르기도 하였다. 2003년에 다리를 보수할 필요가 있게 되자 미국 정부가 다리를 보수하거나 교체하자는 제안을 하였지만 조선민주주의인민공화국 측에서는 이에 동의하지 않았다.

## 주요 사건
- 1953년 4월 리틀 스위치 작전

2년 동안 진행된 협상의 네 가지 주제 중 하나인 포로 송환의 시험 케이스가 된 작전이다. UN 포로 중 605명의 병자, 부상자와 공산 진영 포로 중 6,030명의 병자, 부상자를 교환하였다.

## 같이 보기
- 한반도 분단
- 글리니케 교
- 한반도 비무장 지대
- 6.25 전쟁